# Lümanda (commune)
Lümanda (en estonien : Lümanda vald) est une ancienne municipalité rurale du Comté de Saare en Estonie. 
Elle s'étendait sur une superficie de 199,49 km2. 
Sa population était de 815 habitants(01/01/2012).
Le 12 décembre 2014, elle est intégrée dans la Commune de Lääne-Saare.

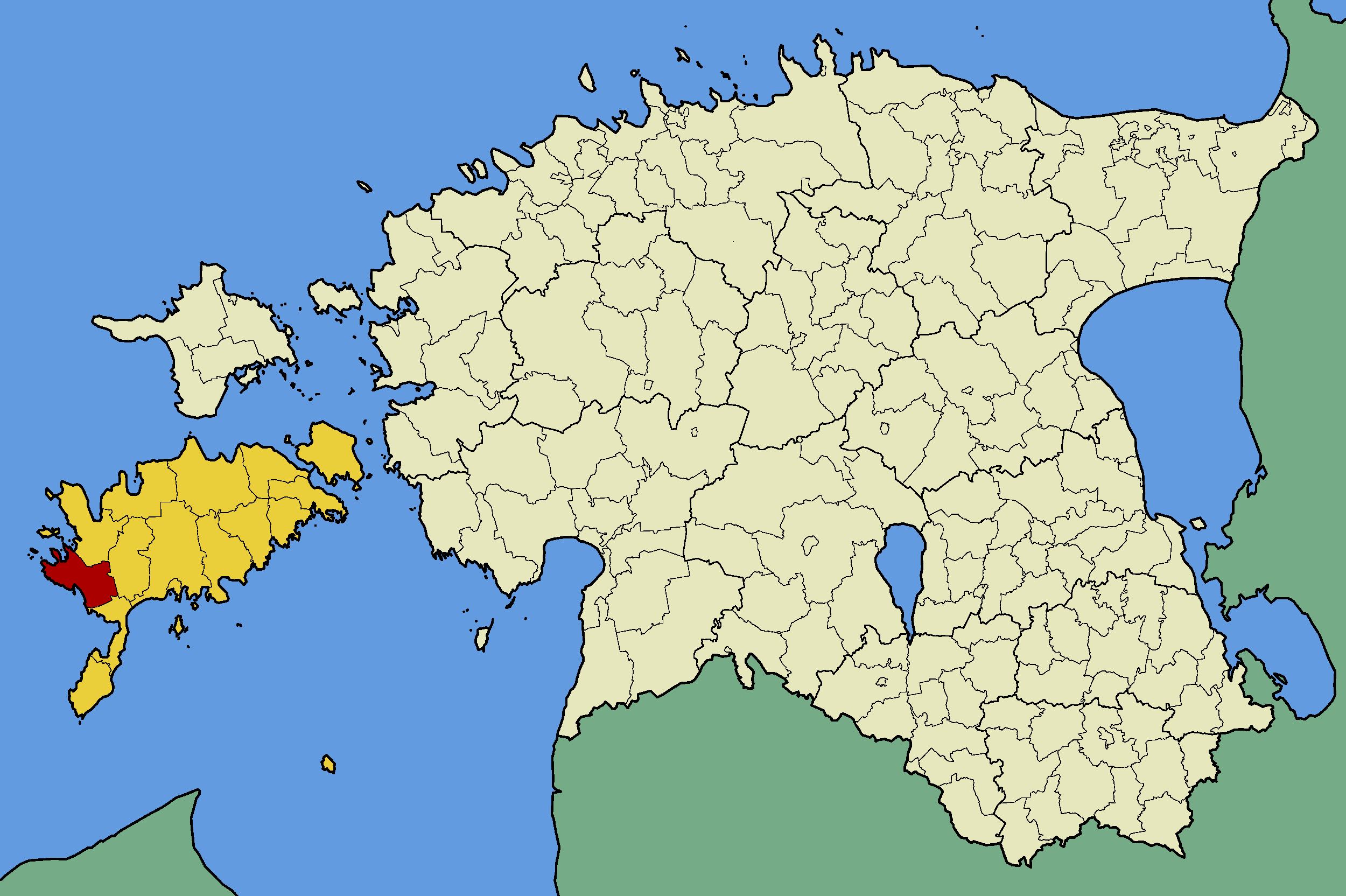
Commune de Lümanda (en rouge) dans le Comté de Saare (en jaune).

## Municipalité
La commune regroupe 25 villages:

### Villages
Atla, Austla, Eeriksaare, Himmiste, Jõgela, Karala, Kipi, Koimla, Koki, Koovi, Kotlandi, Kulli, Kuusnõmme, Kärdu, Leedri, Lümanda, Metsapere, Mõisaküla, Põlluküla, Riksu, Taritu, Vahva, Vana-Lahetaguse, Varpe, Viidu.